# Ellwingshofen
Ellwingshofen ist ein Gemeindeteil der Gemeinde Steinsfeld im Landkreis Ansbach (Mittelfranken, Bayern). Ellwingshofen liegt in der Gemarkung Steinsfeld.

## Geografie
Der Weiler liegt am Fischbach, einem rechten Zufluss des Steinbachs, der wiederum ein rechter Zufluss der Tauber ist. Bei Haus Nr. 6 steht eine Ulme, die als Naturdenkmal ausgezeichnet ist. 0,5 km nordwestlich liegt das Waldgebiet Kleinespen. Eine Gemeindeverbindungsstraße führt zur Staatsstraße 2419 (0,4 km östlich), die nach Steinsfeld (1,1 km südlich) bzw. nach Reichelshofen verläuft (1,1 km nördlich).

## Geschichte
1383 wurde der Ort mit Nordenberg von der Reichsstadt Rothenburg gekauft. Im November 1688 wurden in dem sogenannten französischen Mordbrand vier Gebäude vernichtet und damit ein Schaden von über 1635 Gulden angerichtet. 1800 gab es in dem Ort sechs Haushalte, die alle der Reichsstadt Rothenburg untertan waren.
Mit dem Gemeindeedikt (frühes 19. Jahrhundert) wurde Ellwingshofen dem Steuerdistrikt Gattenhofen und der Ruralgemeinde Steinsfeld zugewiesen.

### Ehemaliges Baudenkmal
- Haus Nr. 6: Zugehörig zweigeschossiges Fachwerkhofhaus, Walmdach, 1788.

### Einwohnerentwicklung
| Jahr      | 001818 | 001840 | 001861 | 001871 | 001885 | 001900 | 001925 | 001950 | 001961 | 001970 | 001987 | 002009 | 002015 | 002023 |
| Einwohner | 59     | 42     | 50     | 46     | 49     | 51     | 49     | 45     | 33     | 28     | 26     | 21     | 24     | 21     |
| Häuser    | 7      | 7      |        |        | 8      | 8      | 8      | 7      | 7      |        | 6      |        |        |        |
| Quelle    | [ 8 ]  | [ 9 ]  | [ 10 ] | [ 11 ] | [ 12 ] | [ 13 ] | [ 14 ] | [ 15 ] | [ 16 ] | [ 17 ] | [ 18 ] | [ 19 ] |        | [ 1 ]  |

## Religion
Der Ort ist seit der Reformation evangelisch-lutherisch geprägt und bis heute nach St. Maria (Steinsfeld) gepfarrt. Die Einwohner römisch-katholischer Konfession sind nach St. Johannis (Rothenburg ob der Tauber) gepfarrt.